# Movimiento Sumar
Il Movimiento Sumar o più semplicemente Sumar (SMR) è un partito politico spagnolo di sinistra fondato il 31 maggio 2023 da Yolanda Diaz. Il partito fa parte della coalizione omonima nata per partecipare alle elezioni generali del 2023.

## Storia
A seguito dell'uscita di Pablo Iglesias dalla politica nel maggio 2021, il ministro del lavoro e dell'economia sociale e, dal luglio 2021, vicepresidente del governo Yolanda Díaz è diventata ampiamente considerata il probabile successore di Iglesias come candidato alla presidenza del governo alle successive elezioni politiche. Il partito Sumar nasce principalmente con lo scopo di dissociarsi dall'immagine negativa di Podemos che i media avevano creato, oltre ad approfittare della valutazione positiva della Díaz, la candidata con il miglior punteggio tra i cittadini secondo il CIS.
La piattaforma ha offerto un anticipato campione di unità durante un atto che si è tenuto il 13 novembre 2021 con la partecipazione di diverse donne rappresentanti dei diversi spazi politici chiamati ad aderire: la stessa Díaz, l'ex sindaca di Barcellona Ada Colau, l'ex vicepresidente valenciana Mónica Oltra, la leader dell'opposizione di Madrid Mónica García. La piattaforma di sinistra è stata accolta con favore anche dal primo ministro Pedro Sánchez in modo che il suo governo possa mantenere ed espandere la sua maggioranza nelle prossime elezioni.
Dopo il suo rinvio a seguito della crisi internazionale scatenata dall'invasione russa dell'Ucraina nel febbraio 2022, il 18 maggio dello stesso anno è stato annunciato che la piattaforma sarebbe stata provvisoriamente ribattezzata "Sumar", il suo lancio formale è stato previsto dopo le elezioni regionali andaluse del 2022. Il 24 maggio 2022 il nome e il logo della piattaforma sono stati registrati presso l'Ufficio di registrazione spagnolo.
Il 23 settembre 2022 sono stati presentati i diversi gruppi di lavoro attraverso i quali verrà preparato il programma elettorale per le elezioni del 2023, nonché le persone che coordineranno tali gruppi, tra cui Fernando Salinas, Yayo Herrero, Joaquín Sevilla e lo scrittore Bernardo Atxaga.
In occasione delle elezioni del 2023 il Movimiento Sumar ha fondato una coalizione insieme ad altri partiti, tra i quali: Podemos, Izquierda Unida, Catalunya en Comú, Más Madrid/Más País, Compromís, Iniciativa per Catalunya Verds, Equo.
Il 24 ottobre 2023 Sumar e il PSOE raggiungono un accordo per un governo di coalizione e il 16 novembre vota la fiducia per Pedro Sanchez, con l'inizio del suo terzo governo il partito esprime 4 ministri tra cui la stessa Diaz.

## Ideologia
Sumar si identifica come un partito democratico delle forze politiche progressiste che ha come finalità la costruzione di un solido stato sociale  e di diritto. Ricerca ed esalta l'uguaglianza sociale e la transizione ecologica. Nelle istituzioni europee mira alla costruzione di un'Europa sociale e ambientalista.